# テレン・ミレット
テレン・ミレット（Terron Millett、1968年6月28日 - ）は、アメリカ合衆国の男性プロボクサー。ミズーリ州セントルイス出身。元IBF世界スーパーライト級王者。

## 来歴
1993年4月20日、プロデビューを果たし初回1分46秒TKO勝ちで白星でデビューを飾った。
1995年9月16日、後のスーパーライト級2冠王者シャンバ・ミッチェルと対戦し初回KO負け。
1998年5月29日、元IBF世界スーパーライト級王者でUSBA全米スーパーライト級王座決定戦でフレディ・ペンデルトンと対戦し12回3-0(115-113、116-112、117-111)の判定勝ちで王座獲得に成功した。
1999年2月20日、ラスベガス・ヒルトンでIBF世界スーパーライト級王者ヴィンス・フィリップスと対戦し5回1分58秒TKO勝ちで王座獲得に成功した。
1999年7月24日、ラスベガス・ヒルトンの別館フラミンゴ・ヒルトンでバージル・マクレンドンと対戦し12回1分50秒TKO勝ちで初防衛に成功した。
その試合後に王座を剥奪された。
2000年8月5日、IBF世界スーパーライト級王者ザブ・ジュダーと対戦。初回にダウンを奪って先手を取ったが2回に1度ダウンを奪われ4回に2度追加を許し4回2分47秒TKO負けで王座返り咲きに失敗した。
2002年1月26日、後の世界2階級制覇王者の激闘王アルツロ・ガッティと対戦し4回2分23秒TKO負け。
2003年6月27日、USBA全米スーパーライト級王者マイケル・スチュワートと対戦し3回57秒TKO負けで王座返り咲きに失敗したのを最後に現役を引退した。

## 獲得タイトル
- USBA全米スーパーライト級王座
- 第14代IBF世界スーパーライト級王座（防衛1=剥奪）